# Sacin (gromada)
Sacin (od 29 II 1956 Rosocha) – dawna gromada, czyli najmniejsza jednostka podziału terytorialnego Polskiej Rzeczypospolitej Ludowej w latach 1954–1972.
Gromady, z gromadzkimi radami narodowymi (GRN) jako organami władzy najniższego stopnia na wsi, funkcjonowały od reformy reorganizującej administrację wiejską przeprowadzonej jesienią 1954 do momentu ich zniesienia z dniem 1 stycznia 1973, tym samym wypierając organizację gminną w latach 1954–1972.
Gromadę Sacin siedzibą GRN w Sacinie utworzono – jako jedną z 8759 gromad na obszarze Polski – w powiecie rawskim w woj. łódzkim, na mocy uchwały nr 37/54 WRN w Łodzi z dnia 4 października 1954. W skład jednostki weszły obszary dotychczasowych gromad Dąbrowa, Józefów, Rosocha i Sacin ze zniesionej gminy Góra oraz obszary dotychczasowych gromad Olszowa Wola i Olszowa Wola Nowa ze zniesionej gminy Lubania w tymże powiecie. Dla gromady ustalono 11 członków gromadzkiej rady narodowej.
29 lutego 1956 gromadę zniesiono w związku z przeniesieniem siedziby GRN z Sacina do Rosochy i zmianą nazwy jednostki na gromada Rosocha.